# Plundering van de wijk Bādāmi Bāgh in Lahore
Op de morgen van 9 maart 2013 vond een grootschalige plundering (Engels: The Jozeph Colony Fire) plaats in de Pakistaanste stad Lahore. 
Honderden woedende moslims hebben in het Pakistaanse Lahore een christelijke wijk (Bādāmi Bāgh of Joseph Colony) geplunderd. Huisraad werd kapotgeslagen en zeker honderd huizen werden in brand gestoken. Het geweld begon nadat Sawan Masih, een christen uit de stad beschuldigd werd van het beledigen van de profeet Mohammed. De man werd gearresteerd, maar ca. 2000 tot 3000 moslims trokken naar de christelijk wijk van de stad. De bewoners vluchtten weg, waarop 174 woningen, 16 winkels en twee kerken in vlammen opgingen.
Huisraad werd kapotgeslagen op straat. De politie kon niets uitrichtten en werd bekogeld met stenen. 
Op 28 maart 2014 wordt de dan 26-jarige Sawan Masih ter dood veroordeeld voor het beledigen van de profeet Mohammed.